# NGC 2536
NGC 2536 è una galassia a spirale barrata situata nella costellazione del Cancro, a una distanza di circa 208 milioni di anni luce dalla nostra Via Lattea.

## Scoperta
La galassia è stata scoperta il 22 gennaio 1877 dall'astronomo francese Édouard Stephan.

## Descrizione
NGC 2536 ha una classe di luminosità III e presenta una larga riga a 21 cm dell'idrogeno neutro.
NGC 2536 è in interazione gravitazionale con NGC 2535. Le due galassie sono inserite nell'Atlas of Peculiar Galaxies di Halton Arp con il numero 82.

## Supernova
L'11 ottobre 2014, all'interno di NGC 2536 è stata scoperta la supernova SN 2014ds da Zhijian Xu e Xing Gao. La supernova è stata classificata di tipo Ib.